# Populație (biologic)
Populația reprezintă un grup de organisme ce apartin aceleiași specii și care ocupă un anumit teritoriu (areal). Privit din punctul de vedere al geneticii populațiilor această noțiune reprezintă o asociație de indivizi care au împreună anumite caracteristici: ocupă un anumit areal, posedă același mod de reproducere, au variabilitate ereditară asemăntoare și sunt rezultatul aceleiași selecții naturale.